# ヴェーツェ空港
ヴェーツェ空港（ヴェーツェくうこう, 独: Flughafen Weeze/Flughafen Niederrhein, 俗称ニーダーライン空港）は、ドイツのノルトライン＝ヴェストファーレン州、クレーヴェ近郊のヴェーツェに位置する小規模な国際空港である。ヴェーツェ（ドイツ語発音: [ˈveːt͡sə]）の市街地から南西に3.7 km、ケーヴェラー（英語）の北西7 km、南東に48 km離れた同国のデュイスブルク（英語）よりも、北西方向のナイメーヘン（オランダ）との方が距離は近く、33 kmである。
元々はドイツ駐留イギリス空軍のラールブルッヘ空軍基地（Royal Air Force Station Laarbruch）として建設されたが、2003年にイギリス空軍が撤退して以降は民間飛行場となって現在に至る。

## 概要

### イギリス空軍基地ラールブルッヘ
本空港は、第二次世界大戦末期の1945年序盤にイギリス陸軍がライン川の渡河攻勢に備えて建設した前線発着場（Advanced Landing Ground|（英語））B-100に始まる。
当地には、3,600フィートの穴開き鋼板(Pierced Steel Planking）敷きの仮設滑走路と、3,000フィートの緊急用草原滑走路が敷設された。
終戦に伴い同発着場はいったん放棄されるが、冷戦勃発に伴いイギリス空軍は1954年に8,415フィートの本格的な滑走路を有するラールブルッヘ空軍基地（（英語）wikidata）を建設し駐留した。
1968年に西ドイツ空軍へ引き渡したガイレンキルヒェン空軍基地を除くと、冷戦終結後の軍縮に伴ってドイツ駐留イギリス空軍の近隣の基地はヴィルデンラート空軍基地が1992年に、ブリュッゲン空軍基地は2001年に閉鎖、主要基地という位置付けのラールブルッヘ空軍基地もイギリス空軍の撤収に合わせ2003年に閉鎖、民生空港に転用された。

### イギリス空軍撤退後
イギリス空軍撤退後はライアンエアーが拠点としている。当初この空港はデュッセルドルフ・ヴェーツェ空港として案内されることになったが、実際には南方に位置するデュッセルドルフとはおよそ80 km隔たっている。2005年「デュッセルドルフから遠すぎるため、デュッセルドルフの名を冠するのは詐称である」として法廷に訴えられ、「デュッセルドルフ」の名を冠することを停止するよう裁判所命令を受けた。
2003年以降、ライアンエアーの他、ウィズエアー等の格安航空会社が就航し、XL航空等のチャーター便も運行されている。
開港初年（2003年）に20万人ほどであった利用者数は、2007年には85万人、2008年には150万人、2009年には240万人となっており、2013年までドイツ国内で最も急速に旅客数を伸ばす空港の1つであったが、ライアンエアーの路線網の見直しを受け、2019年の旅客数は123万人にとどまった。
2022年8月には当空港で音楽フェス『ParookaVille』が催された。

## アクセス
デュッセルドルフ、ケルン、ドイツ鉄道ヴェーツェ駅などからバスが運行されている。